# Hilda Bernard
Hilda Sarah Bernard (Puerto Deseado, provincia de Santa Cruz; 29 de octubre de 1920 - Buenos Aires, 20 de abril de 2022) fue una reconocida primera actriz argentina. Contó con una extensa trayectoria de más de setenta años en radio, radioteatro, teatro, cine y televisión; fue la actriz más longeva en la historia del espectáculo argentino. En 2014 fue reconocida por la Legislatura porteña como ciudadana ilustre de la ciudad de Buenos Aires.

## Biografía

### Juventud y comienzos
Hija de padre inglés (hijo de belgas) y madre austríaca, tuvo dos hermanos: Raquel y Jorge. Decidió abandonar su escuela para comenzar a estudiar en el Conservatorio Nacional de Arte Dramático, donde tuvo como profesor a Antonio Cunill Cabanellas y como compañera a la actriz María Rosa Gallo. En 1941 realizó su primer trabajo en el Teatro Nacional Cervantes como una vendedora de empanadas en la obra Martín Fierro, papel que lo ganó en un concurso, y realizó sus primeros papeles actuando de damita joven siendo dirigida por Orestes Caviglia o Enrique de Rosas.
En 1942 ingresó en Radio El Mundo, donde realizó varios radioteatros actuando con actores como Oscar Casco, Eduardo Rudy y Fernando Siro. Luego continuó en Radio Splendid donde participó de radioteatros escritos por Nené Cascallar y finalmente volvió a Radio El Mundo, donde protagonizó No quiero vivir así y Alguien para querer. Trabajó 16 años en radioteatro.
En 1952 realizó su primera intervención cinematográfica en Mala gente, de Don Napy.
De Alberto Migré protagonizó la telenovela radial Esos que dicen amarse junto a Fernando Siro, que luego se volcó a la pantalla chica en los primeros años de la televisión.

### Consagración y trayectoria profesional
Incursionó en ciclos como Los suicidios constantes (1961), por Canal 13; Su comedia favorita (1965), que estuvo cinco años en pantalla con guiones de Alberto Migré; Mujeres en presidio (1967), transmitido por Canal 9; Muchacha italiana viene a casarse (1969), protagonizada por Alejandra da Passano y Rodolfo Ranni y la participación de Gabriela Acher; Alta comedia (1971), con duración de 90 minutos y dirección de María Herminia Avellaneda; Malevo (1972), ciclo dramático donde compuso a Amanda Viale; entre otros.
En 1970 actuó en la obra de teatro Mataron a un Taxista junto a Fernanda Mistral, Julio de Gracia y Jorge Rivera Lopez. Tiempo después, en 1976 y con duración de una hora, integró el reparto de una de las versiones de El amor tiene cara de mujer. Luego de varios trabajos por diferentes emisoras televisivas, acompañó a Amelia Bence en Las 24 horas, programa que se emitió entre 1981 y 1985 por la compañía Proartel S.A. y en teatro, intervino en obras como Cuarteto, Fetiche, Mujeres por la identidad, Cien años de Belgrano, El último encuentro, entre otras.
Participó en 20 películas, entre ellas Vení conmigo (1973), Autocine mon amour (1972), Enigma de mujer (1956), Historia de una soga, con Susana Campos; y Mala gente. Tuvo papeles importantes y en Historia de una... participó como actriz de voz. Compartió cartel con actores como Chela Ruiz, Betiana Blum, Eduardo Rudy y Julio Heredia. A partir de mediados de los años 1980 en el medio televisivo cumplió destacados personajes como el de Ana (El camionero y la dama), Amelia (María de nadie), Giovanna (Mujer comprada), Feliciana y (Pasiones).
Desde la década de 1990 tuvo que adaptarse a papeles más acordes a su edad y fue convocada para intervenir en varios capítulos de series de TV como Celeste, ciclo de 172 capítulos que contaba con la protagonización de Andrea del Boca. Posteriormente a este, compuso a Elisabetta Di Velletra en Cosecharás tu siembra (1991) y a Madame Guerrero en Manuela, rodada en Italia.
Desde 1995 hasta 1997 participó en la famosa serie infantil, creada y dirigida por Cris Morena, Chiquititas, que se emitió hasta 2001. Gracias a su participación, trabajó en otras dos series de Cris Morena. En primer lugar, actuó entre 2002 y 2003 en Rebelde Way, viajando a Israel con todo el elenco de la serie en una gira de 15 días. En 2004 trabajó en la primera temporada de la novela infantil y juvenil, Floricienta, donde interpretó a Nilda Santillán, abuela de la protagonista, Florencia, y de la antagonista, Delfina.
En 1999 se presentó en el Museo Larreta de Belgrano y actuó en Bien de amores, con Silvina Bosco, y en Las de Barranco cumplió un rol secundario al lado de Victoria Carreras en el Teatro Nacional Cervantes. Dirigida por Damián Szifron, colaboró en la clásica serie de TV Los simuladores (2002-2003) en un capítulo. En 2004 realizó su antepenúltima aparición cinematográfica en Cama adentro, de Jorge Gaggero.

### Últimos años y reconocimientos
En 2004 interpretó a Nilda en Floricienta, siendo la simpática abuela de la protagonista. Al año siguiente, con 84 años, fue contratada para hacer un personaje cómico en Cuando te mueras del todo, interpretando a una anciana hippie en el Chacarerean Teatre. Ese mismo año regresó al género de la telenovela con Se dice amor, protagonizada por Juan Darthés y Eugenia Tobal. En 2007 integró el elenco femenino de Fetiche, obra con teoría biodramática con guiones de José María Muscari, cuyas funciones se realizaron en el Teatro Sarmiento con duración de 90 minutos cada una y colaboró en Los cuentos de Fontanarrosa, por Canal 7. De sus últimas apariciones en el espectáculo se destaca sus participación en la comedia La niñera, con Florencia Peña; El patrón de la vereda y Socias. Allí, compuso a la madre cómica y activa de Mercedes Morán que irrumpía con comentarios y charlas en diversos momentos o escenas de la serie.
Atravesando distintos géneros, unas de sus últimas actuaciones fueron acompañando a Carla Peterson y a Mike Amigorena en 12 episodios de Los exitosos Pells, por el canal Telefe y en Dromo, un ciclo de terror y fantasioso. En 2007 formó parte en el ciclo "Mujeres x la Identidad".
Actuó en la pieza teatral El último encuentro, con Duilio Marzio y Fernando Heredia, y en cine, donde rodó la producción ítalo-argentina El reclamo, de Stefano Pasetto. Acompañando a Leonor Manso e Ingrid Pelicori, estrenó Tita votó en el Cine Teatro Brown con la dirección de Mariano Dossena. 
En 2009 estuvo nominada a los premios Martín Fierro como Actriz Protagonista de Unitario y/o Miniserie por su labor en Dromo: nada es lo que parece como la loca madre de Chunchuna Villafañe. En 2010 fue distinguida por el Municipio en un acto llevado a cabo en el Teatro Roma, obtuvo el premio María Guerrero y Éter a la Trayectoria, y actuó en el unitario histórico Lo que el tiempo nos dejó de Telefé, personificando a la fallecida cantante de tango Ada Falcón.
En 2013 formó parte del elenco teatral de la obra Póstumos de José María Muscari compartiendo escenarios con Edda Díaz, Ricardo Bauleo, Luisa Albinoni, Gogó Rojo, Érika Wallner, Max Berliner, Nelly Prince y Tito Mendoza.
En 2014 la Legislatura porteña le otorgó el reconocimiento de ciudadana ilustre de la ciudad de Buenos Aires. Sufrió un ACV que afectó levemente el lado izquierdo de su cuerpo y su habla.
El 28 de junio de 2015 en La Botica del Ángel recibió una distinción por su trayectoria junto a Guido Gorgatti, Ricardo Romero y Oscar Rovito, entregada por el Centro de Estudios y Difusión de la Cultura Popular Argentina.
En 2015, a los noventa y cinco años de edad, le fue otorgado un Premio Martín Fierro a la trayectoria.
En septiembre de 2020, con noventa y nueve años, se contagió del virus COVID-19 pero logró recuperarse satisfactoriamente. El 29 de octubre de 2020 cumplió cien años de vida convirtiéndose en la actriz más longeva del espectáculo argentino.

## Vida personal
Estuvo casada dos veces. La primera fue con el presidente de la Asociación Argentina de Locutores, Horacio Zelada. La segunda fue con el productor, autor y director Jorge Goncalvez, de quien quedó viuda en 1983. Tuvo una hija llamada Patricia, un nieto Emiliano Parada y un bisnieto, Lautaro.
Falleció el 20 de abril de 2022 a los ciento un años.

## Filmografía
| Películas | Películas                   | Películas        |
| Año       | Título                      | Personaje        |
| --------- | --------------------------- | ---------------- |
| 1950      | Días de vinilos             | Margarita        |
| 1952      | Mala gente                  | Carmen           |
| 1956      | Enigma de mujer             | Cecilia Rosales  |
| 1956      | Historia de una soga        | Voz de la soga   |
| 1972      | Vení conmigo                | Carolina         |
| 1972      | Autocine mon amour          | Marielí          |
| 1974      | La flor de la mafia         | Sra. Villasoro   |
| 1980      | Rosa de lejos               | Alejandra        |
| 1980      | Días de ilusión             | Elena            |
| 1981      | Seis pasajes al infierno    | Fernanda         |
| 1986      | Diapasón                    | Madre de Ignacio |
| 1989      | Cuerpos perdidos            | Gladis           |
| 1992      | Cuatro caras para Victoria  | Lidia            |
| 2001      | Animalada                   | Lady Aristócrata |
| 2002      | Sin intervalo               | Carmen           |
| 2004      | Cama adentro                | Judith           |
| 2004      | La sombra de Jennifer       | Emma             |
| 2004      | Los inquilinos del infierno | Lucía            |
| 2008      | Vecinos                     | Berta            |
| 2010      | El reclamo                  | Matilde          |

| Películas para TV | Películas para TV              | Películas para TV |
| Año               | Título                         | Personaje         |
| ----------------- | ------------------------------ | ----------------- |
| 1971              | El avaro                       | Fosina            |
| 2012              | El tabarís, lleno de estrellas | Hilda             |

| Cortometraje | Cortometraje                          | Cortometraje |
| Año          | Título                                | Personaje    |
| ------------ | ------------------------------------- | ------------ |
| 1945         | Días primaverales                     | La florista  |
| 1948         | El hombre de la cena                  | Andrea       |
| 2000         | Radioteatro, una pasión de multitudes | Voz en off   |

## Televisión
| Ficciones | Ficciones                                  | Ficciones                                                     |
| Año       | Título                                     | Personaje                                                     |
| --------- | ------------------------------------------ | ------------------------------------------------------------- |
| 1951      | Muñeca de cristal                          |                                                               |
| 1951      | Debacles en el amor                        | Eugenia                                                       |
| 1951      | Caída del cielo                            | Paula                                                         |
| 1952      | Leonera                                    | Leona Benítez                                                 |
| 1952      | Senda Prohibida                            | Nora Valdez                                                   |
| 1953      | Pecados ajenos                             | Alicia Vivaldi                                                |
| 1953      | El precio del cielo                        | Cielo Martínez                                                |
| 1954      | El exilio                                  | Consuelo Gómez / Malvina Argentí "Dama de Argentina"          |
| 1954      | Un amor entre sombras                      | Clara                                                         |
| 1955      | El caminante                               | Rosa Reyes                                                    |
| 1955      | Cartas sin destinos                        | Rocío                                                         |
| 1956      | Los cantos para la patria                  | Ada Clavelía                                                  |
| 1956      | Corazon roto                               | Laura                                                         |
| 1957      | Huracan                                    | Thelma Villareal                                              |
| 1957      | Mis vidas                                  | Isabel del Valle                                              |
| 1958      | Mi gran epoca                              | Isabel del Valle                                              |
| 1958      | El decreto                                 | Juana Ponció León                                             |
| 1960      | Monte hermoso                              | Hilda Montes                                                  |
| 1960      | Un ángel en el fango                       | Leonora de la Huerta                                          |
| 1961      | Los suicidios constantes                   | Ana María Pereyra                                             |
| 1961      | Obras maestras Philco                      | Luisa                                                         |
| 1961      | Quinciañera                                | Carmen Sarcoser de Fernández                                  |
| 1963      | La sombra en el espejo                     | Bárbara                                                       |
| 1964      | Teleteatro Palmolive                       | Luna                                                          |
| 1964      | Romeo y Raquel                             | Raquel                                                        |
| 1965      | Su comedia favorita                        | Varios                                                        |
| 1965      | Criatura                                   | Cira Coggio                                                   |
| 1966      | La carrascosa                              | Elvira Carrasco                                               |
| 1967      | Lo mejor de nuestra vida... nuestros hijos | Julieta Valdemoros                                            |
| 1967      | Mujeres en presidio                        | Celadora Lark                                                 |
| 1968      | 0597 da ocupado                            | Ana Hernández                                                 |
| 1969      | Muchacha italiana viene a casarse          | Fanny                                                         |
| 1969      | Martin Garazúa                             | Paulina Longoní                                               |
| 1970-1973 | Alta comedia                               | Sra. Sharpe / Varios                                          |
| 1970      | Uno entre nosotros                         | Verónica                                                      |
| 1970      | La escopeta                                | Ana Rosa Guílman                                              |
| 1970      | Las amazonas                               | Gabriela Guzmán de Criollo                                    |
| 1971      | Nosotros también reímos                    | Varios                                                        |
| 1971      | La tierra del fuego                        | Susana                                                        |
| 1972      | No quiero tu compasión                     | Cristina Valles                                               |
| 1972      | Malevo                                     | Amanda Viale                                                  |
| 1972      | La gata                                    | Lorenza de Martínez-Negreron                                  |
| 1975      | Caminos del amor                           | Emma Úlloa vda. de Granados                                   |
| 1976      | El amor tiene cara de mujer                | Delia Ibarra                                                  |
| 1976      | Pasion y poder                             | Gisela Farías                                                 |
| 1977      | Milagros de vivir                          | Eva                                                           |
| 1978      | Un mundo de veinte asientos                | Ana                                                           |
| 1979      | Sueño de vivir y crecer                    | Emilia vda. de Armendares                                     |
| 1980      | Rosa... de lejos                           | Alejandra                                                     |
| 1980-1981 | Hilda                                      | Elcira Santander vda. de Insfrán                              |
| 1981      | Un latido distinto                         | Sara                                                          |
| 1981      | Laura mía                                  | Elsa                                                          |
| 1981      | Pecado mortal                              | Consuelo Vda. de Álvarez                                      |
| 1982      | Las 24 horas                               | Nelly                                                         |
| 1982      | Los especiales de ATC                      | Inés                                                          |
| 1982      | Después del final                          | Elena                                                         |
| 1982      | Silencio de amor                           | Estela Trejo de Ocampó                                        |
| 1982      | No creo en los hombres                     | Leonora de la Vega Vda. de Ibáñez                             |
| 1983      | La sociedad conyugal                       | María Elena Doría                                             |
| 1983      | Dar el alma                                | Leticia                                                       |
| 1984      | Tal como somos                             | Teresa Móscona                                                |
| 1984      | Pobre Clara                                | Mercedes Acevedo Vda. de Escobar                              |
| 1985      | Momento de incertidumbre                   | Marta                                                         |
| 1985      | Marina de noche                            | Victoria                                                      |
| 1985      | El camionero y la dama                     | Ana Rosáles                                                   |
| 1985      | María de nadie                             | Amelia Arocha                                                 |
| 1985      | Noches de luna                             | Carlota Pradon                                                |
| 1986      | Mujer comprada                             | Giovanna de Lombardi                                          |
| 1987      | De Fulanas y Menganas                      | Madre de Amelia                                               |
| 1988      | Pasiones                                   | Feliciana                                                     |
| 1989      | La extraña dama                            | Sor Sacramento                                                |
| 1989      | Por amor al arte                           | Leonor Borbólla                                               |
| 1991      | Alta comedia                               | Varios                                                        |
| 1991      | Pasión                                     | Irene Gastaldí                                                |
| 1991      | Celeste                                    | Amanda Sadowska                                               |
| 1991      | Cosecharás tu siembra                      | Elisabetta Scotti di Velletra                                 |
| 1991      | Manuela                                    | Madame Guerrero                                               |
| 1992      | Soy Gina                                   | Sor Sacramento                                                |
| 1992      | Antonella                                  | Lucrecia Cornejo Mejía                                        |
| 1993      | Celeste siempre Celeste                    | Amanda Sadowska                                               |
| 1993      | Casi todo, casi nada                       | Mercedes                                                      |
| 1995-1997 | Chiquititas                                | Carmen Morán                                                  |
| 1998      | Chiquititas (Mex)                          | Magdalena                                                     |
| 1998      | Alas, poder y pasión                       | Águeda Freyre                                                 |
| 1999      | Mamitas                                    | Doña Inés Vázquez                                             |
| 1999      | Cabecita                                   | Ñata                                                          |
| 2001      | Los médicos de hoy 2                       | Lidia                                                         |
| 2001      | Los amantes                                | Carmen                                                        |
| 2002      | Los simuladores                            | Adela "Ep10: los impresentables"                              |
| 2002      | Tiempo final 3                             | Secuestrada "Ep67: El vampiro"                                |
| 2002-2003 | Rebelde Way                                | Hilda Acosta                                                  |
| 2004      | La niñera                                  | Elizabeth                                                     |
| 2004      | Floricienta                                | Nilda Santillán                                               |
| 2005      | El Patrón de la Vereda                     | Aurora                                                        |
| 2006      | Collar de esmeraldas                       | Helena                                                        |
| 2006      | Se dice amor                               | Lorenza Tanoyra de Benegas                                    |
| 2008      | Los exitosos Pells                         | Teresa                                                        |
| 2008      | Socias                                     | Madre de Inés                                                 |
| 2008      | B&B                                        | Madre de Torcuato                                             |
| 2009      | Dromo                                      | Abuela "Ep2: La almohada"Monja / Hortensia "Ep3: La pajarera" |
| 2010      | Lo que el tiempo nos dejó                  | Cornelia Boesio "Ep4: Te quiero"                              |
| 2010      | Malparida                                  | Helga                                                         |
| 2011      | Decisiones de vida                         | Beatriz "Ep1: Dos viejitos"                                   |
| 2011      | Historias de la primera vez                | Carmen "Ep1: La primera vez en el amor"                       |
| 2013      | Mi viejo verde                             | Carmen de Fiore                                               |

## Radionovelas
| Año  | Título                      | Personaje        |
| ---- | --------------------------- | ---------------- |
| 1937 | La tormenta                 |                  |
| 1938 | Princesita mia              |                  |
| 1938 | El angel oscuro             |                  |
| 1939 | El lugar secreto            |                  |
| 1939 | Las abuelas                 |                  |
| 1939 | La Jaula                    |                  |
| 1940 | Muñequita                   | Muñequita        |
| 1940 | El violinista en el tejado  | Tzeitel          |
| 1940 | La fuerza de nuestro amor   |                  |
| 1940 | La asesina                  | Diana            |
| 1941 | Las gemelas                 | Paula / Amelia   |
| 1941 | El hombre de negro          |                  |
| 1941 | Lagrimas de amor            | Olga             |
| 1942 | Llamaradas                  | Cecilia          |
| 1942 | El refugio                  |                  |
| 1942 | Lo Blanco y Lo Negro        | Verónica         |
| 1942 | Tinieblas                   | Ana              |
| 1943 | Gabriela                    |                  |
| 1943 | Las de Barranco             | Carmen           |
| 1943 | La sangre de vida           |                  |
| 1944 | Morena                      | Morena           |
| 1944 | La salvaje                  | María            |
| 1944 | Media verdad                | Luisa            |
| 1945 | De pura sangre              | Florencia        |
| 1945 | El Abismo                   | Nora             |
| 1946 | Entre Brumas                | Blanca           |
| 1946 | El duque                    |                  |
| 1946 | Sentimientos Prohibidos     | Maite            |
| 1946 | Los cuervos                 |                  |
| 1947 | María y Rosalía             | María            |
| 1947 | El solitario y La enamorada | Marina           |
| 1948 | Pequeñeces                  |                  |
| 1948 | Agonía de amor              |                  |
| 1948 | Bodas de odio               | Magdalena        |
| 1949 | Debacles en el amor         | Eugenia / Lorena |
| 1949 | Amores                      |                  |
| 1949 | Bianca                      | Bianca           |
| 1950 | El color del amor           | Violeta          |
| 1950 | Historias de sexo común     | Carla            |
| 1950 | Dos caras                   | Mónica / Lidia   |
| 1951 | El murmullo                 | Daniela          |
| 1951 | Primavera                   | Mariana          |

## Teatro
- 1941: 40 kilates
- 1942: Islas Orcadas
- 1942: Los mirasoles
- 1962: Las de Barranco
- 1970: Mataron a un taxista
- 1983: Concierto de aniversario
- 1991: Concierto de aniversario
- 1993: Cuando el tiempo está después
- 1994: Felices fiestas, león!
- 1996-1997: Chiquititas
- 2005: Cuando te mueras del todo
- 2007: Fetiche
- 2007: Las Sopranos Sociedad Secreta
- 2007: Mujeres x la identidad
- 2009: Tita votó
- 2010: El último encuentro, con dirección de Gabriela Izcovich.
- 2010: 8 mujeres
- 2011: Cien años de Belgrano
- 2013: Póstumos

## Premios y nominaciones

### Televisión
| Año  | Premio               | Categoría                                     | Programa           | Resultado |
| ---- | -------------------- | --------------------------------------------- | ------------------ | --------- |
| 1992 | Premio Martín Fierro | Actriz de reparto                             | Antonella          | Ganadora  |
| 2009 | Premio Martín Fierro | Actriz Protagonista de Unitario y/o Miniserie | Dromo              | Nominada  |
| 2011 | Premio Martín Fierro | Participación Especial en Ficción             | Decisiones de vida | Nominada  |
| 2015 | Premio Martín Fierro | Trayectoria                                   | Trayectoria        | Ganadora. |

### Teatro
| Año  | Premio                | Categoría   |
| ---- | --------------------- | ----------- |
| 2010 | Premio María Guerrero | Trayectoria |

### Radio
| Año  | Premio      | Categoría   |
| 2010 | Premio Eter | Trayectoria |